# Luciano Ábalos
Luciano Andrés Ábalos (Coronel Mom, 13 marzo 1978) è un ex calciatore argentino, di ruolo attaccante.

## Carriera
Cresciuto nel Chacarita Juniors, ha legato la sua carriera all'Argentina: se ne è andato dal paese sudamericano solo per spostarsi in Bolivia al The Strongest e poi in Perù al Coronel Bolognesi.